# Paul Almásy
Paul Almásy (29 de mayo de 1906-23 de septiembre de 2003) fue un fotógrafo húngaro. Realizó fotoperiodismo por todo el mundo dando lugar a una extensa obra.
En 1924 comenzó estudios en ciencias políticas en Austria y Alemania con el fin de prepararse para la carrera diplomática pero se sintió atraído por el periodismo y en 1925 aceptó un trabajo de corresponsal en Marruecos durante la República del Rif. Sin embargo, sus trabajos fotográficos los realiza con el fin de ilustrar sus propios artículos hasta que en 1929 viaja a Sudamérica y realiza el que se puede considerar su primer reportaje fotográfico que era un trabajo para la editorial suiza Ringler & Cie sobre una industria de São Paulo. A partir de ese momento comenzó a colaborar con diversas publicaciones, así por ejemplo realizó un trabajo para la Berliner Illustrierte sobre los entrenamientos de los atletas finlandeses para los Juegos Olímpicos de Berlín. 
En 1938 decidió instalarse definitivamente en Francia. Durante la Segunda Guerra Mundial trabajó como corresponsal de la prensa suiza en Francia aunque tenía restringidos sus movimientos e informaciones, al finalizar la contienda continúo como corresponsal de la prensa extranjera acreditada por el gobierno francés.
Fue miembro fundador junto a Albert Plécy del grupo fotográfico Gens d'Images que promueve anualmente los premios Niépce, Nadar y Arcimboldo. En 1956 adquiere la nacionalidad francesa.
Desde 1952 estuvo colaborando con organismos internacionales como la UNESCO, UNICEF, la FAO o la OMS, por lo que realiza numerosos viajes a lo largo de todo el mundo. Sus reportajes gráficos sobre el problema racial en Sudáfrica en 1953, el problema de las drogas en Asia, la vida de los esquimales o sobre la Tierra de Fuego en 1962 le convierten en uno de los fotoperiodistas más viajeros al que se le atribuye haber visitado a lo largo de su vida todos los países excepto Mongolia.
Desde 1973 se dedicó a la docencia enseñando fotoperiodismo en cursos de perfeccionamiento y en 1978 recibió el galardón de «Maestro de la Fotografía» otorgado por el Consejo europeo de fotógrafos profesionales.
Su obra ha sido objeto de numerosas exposiciones y de modo especial de varias retrospectivas en Francia, Alemania, Suiza y Holanda.